# Bouvigny-Boyeffles
Bouvigny-Boyeffles és un municipi francès situat al departament del Pas de Calais i a la regió dels Alts de França. L'any 2007 tenia 2.449 habitants.

## Demografia

### Població
El 2007 la població de fet de Bouvigny-Boyeffles era de 2.449 persones. Hi havia 880 famílies de les quals 172 eren unipersonals (36 homes vivint sols i 136 dones vivint soles), 272 parelles sense fills, 400 parelles amb fills i 36 famílies monoparentals amb fills.
La població ha evolucionat segons el següent gràfic:
Habitants censats

### Habitatges
El 2007 hi havia 929 habitatges, 895 eren l'habitatge principal de la família, 1 era una segona residència i 34 estaven desocupats. 926 eren cases i 2 eren apartaments. Dels 895 habitatges principals, 718 estaven ocupats pels seus propietaris, 161 estaven llogats i ocupats pels llogaters i 16 estaven cedits a títol gratuït; 7 tenien dues cambres, 67 en tenien tres, 175 en tenien quatre i 646 en tenien cinc o més. 772 habitatges disposaven pel capbaix d'una plaça de pàrquing. A 378 habitatges hi havia un automòbil i a 448 n'hi havia dos o més.

### Piràmide de població
La piràmide de població per edats i sexe el 2009 era:
| Homes | Edats   | Dones |
| ----- | ------- | ----- |
| 0     | 95 o +  | 0     |
| 4     | 90 a 94 | 12    |
| 4     | 85 a 89 | 20    |
| 4     | 80 a 84 | 24    |
| 28    | 75 a 79 | 44    |
| 24    | 70 a 74 | 76    |
| 40    | 65 a 69 | 40    |
| 52    | 60 a 64 | 28    |
| 52    | 55 a 59 | 56    |
| 100   | 50 a 54 | 88    |
| 124   | 45 a 49 | 120   |
| 96    | 40 a 44 | 100   |
| 80    | 35 a 39 | 100   |
| 80    | 30 a 34 | 92    |
| 56    | 25 a 29 | 44    |
| 64    | 20 a 24 | 72    |
| 80    | 15 a 19 | 96    |
| 92    | 10 a 14 | 112   |
| 92    | 5 a 9   | 88    |
| 68    | 0 a 4   | 52    |

## Economia
El 2007 la població en edat de treballar era de 1.642 persones, 1.124 eren actives i 518 eren inactives. De les 1.124 persones actives 1.037 estaven ocupades (577 homes i 460 dones) i 87 estaven aturades (26 homes i 61 dones). De les 518 persones inactives 185 estaven jubilades, 141 estaven estudiant i 192 estaven classificades com a «altres inactius».

### Ingressos
El 2009 a Bouvigny-Boyeffles hi havia 901 unitats fiscals que integraven 2.444,5 persones, la mediana anual d'ingressos fiscals per persona era de 18.633 €.

### Activitats econòmiques
Dels 52 establiments que hi havia el 2007, 1 era d'una empresa alimentària, 2 d'empreses de fabricació d'altres productes industrials, 8 d'empreses de construcció, 13 d'empreses de comerç i reparació d'automòbils, 2 d'empreses de transport, 3 d'empreses d'informació i comunicació, 1 d'una empresa financera, 2 d'empreses immobiliàries, 3 d'empreses de serveis, 13 d'entitats de l'administració pública i 4 d'empreses classificades com a «altres activitats de serveis».
Dels 12 establiments de servei als particulars que hi havia el 2009, 1 era una oficina de correu, 1 guixaire pintor, 1 fusteria, 3 lampisteries, 1 empresa de construcció, 3 perruqueries, 1 restaurant i 1 agència immobiliària.
Dels 5 establiments comercials que hi havia el 2009, 3 eren botiges de menys de 120 m², 1 una botiga de menys de 120 m² i 1 una botiga de material de revestiment de parets i terra.
L'any 2000 a Bouvigny-Boyeffles hi havia 8 explotacions agrícoles que ocupaven un total de 235 hectàrees.

## Equipaments sanitaris i escolars
L'únic equipament sanitari que hi havia el 2009 era una farmàcia.
El 2009 hi havia 2 escoles maternals i 2 escoles elementals. Bouvigny-Boyeffles disposava d'un col·legi d'educació secundària amb 513 alumnes.

## Poblacions més properes
El següent diagrama mostra les poblacions més properes.